# Stenbittjärnarna (Ljustorps socken, Medelpad, 695782-157839)
Stenbittjärnarna är en sjö i Timrå kommun i Medelpad och ingår i Indalsälvens huvudavrinningsområde.